# Zastupitelský úřad
Zastupitelský úřad, zkratkou ZÚ, je stálé a oficiální zahraniční zastoupení vysílajícího státu u přijímajícího státu (případně mezinárodní nebo nadnárodní organizace atd.), zpravidla v jeho hlavním městě (u mezinárodních organizací v jejich sídle). Statut a právní postavení zastupitelských úřadů a misí stanoví Vídeňská úmluva o diplomatických stycích z roku 1961 a obdobná úmluva o konzulárních stycích (1963).

## Vyslanectví a konzuláty

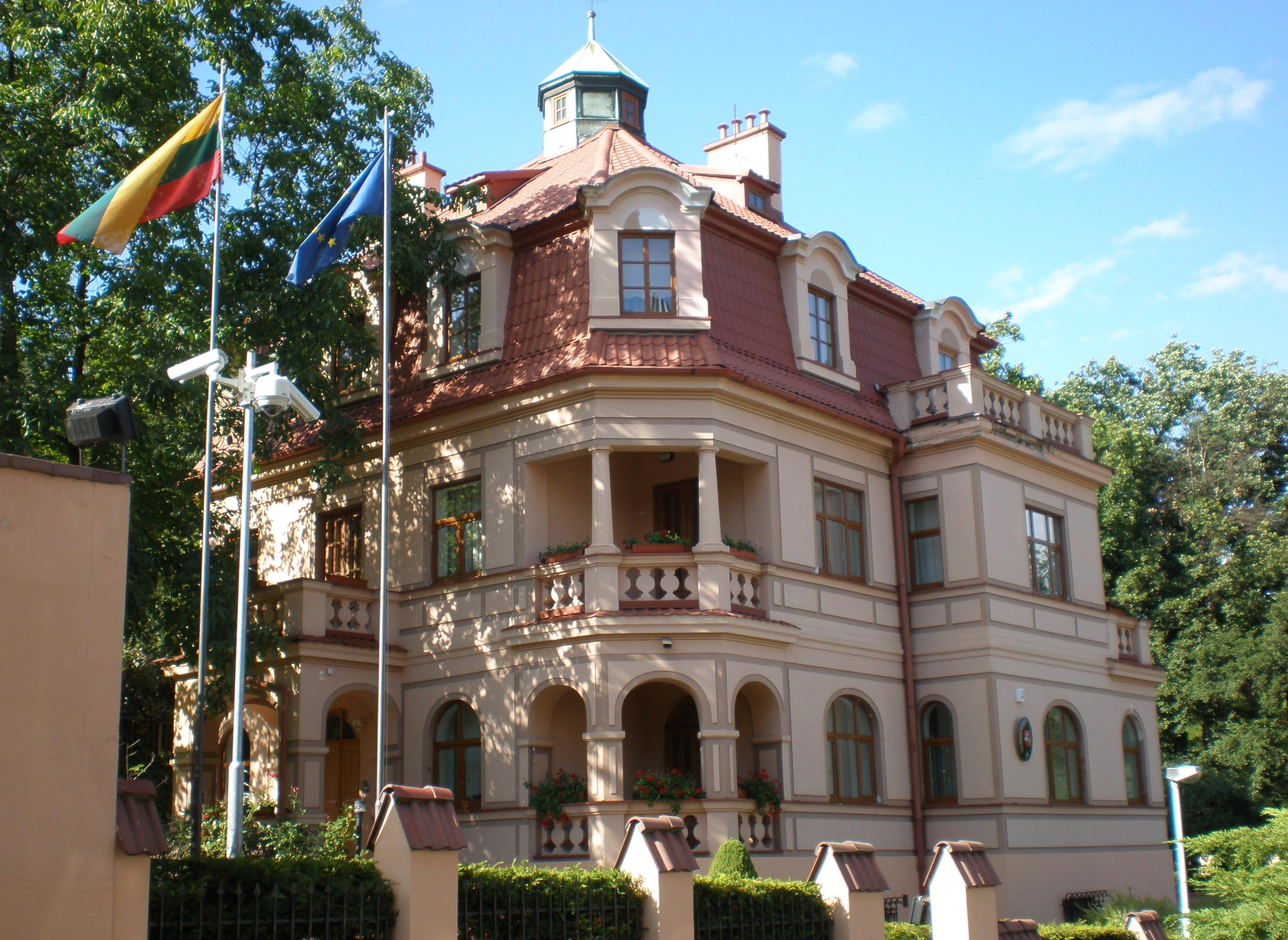
Litevské velvevyslanectví v Praze

Nejčastější formou zastupitelského úřadu je vyslanectví či velvyslanectví, zodpovědné za zejména politické styky mezi vládami a orgány vysílajícího státu s přijímajícím státem, přesněji jeho ministerstvem zahraničí. Naproti tomu záležitosti soukromých osob a subjektů (např. obchodní a vízové záležitosti) mohou být svěřeny konzulátu nebo jen konzulárnímu oddělení. Konzuláty u velkých a významných přijímacích států mohou být zřízeny i v dalších městech tohoto státu, aby byly zájemcům snáze přístupné, mohou však mít jen omezené pravomoci. Kromě toho existují i další druhy zastupitelských úřadů (delegace, nunciatura atd.), které ovšem nemají statut vyslanectví.

## Právní postavení a ochrana
Zastupitelský úřad je uskutečněním práva každého subjektu mezinárodního práva zřídit si u jiného subjektu diplomatickou misi a navázat tak diplomatický vztah. Mezinárodní dohody stanoví zvláštní ochranu diplomatů (velvyslanců, vyslanců, chargé d'affaires) i jejich úřadů. Území zastupitelských úřadů jsou součástí území přijímajícího státu a jsou tedy "exteritoriální" jen v tom smyslu, že orgány přijímajícího státu (např. policie, ale i hasiči) tam nesmějí vstoupit bez výslovného povolení. Proto pronásledované osoby někdy vyhledávají azyl na zastupitelských úřadech. Diplomaté a jejich rodinní příslušníci se těší imunitě v běžných trestních záležitostech.